# قرارداد اجتماعی
قرارداد اجتماعی یعنی این‌که مردم یک جامعه به‌طور نانوشته یا گاهی رسمی با هم توافق می‌کنند که برای داشتن یک زندگی منظم، امن و قابل پیش‌بینی، بخشی از آزادی‌های فردی خود را به حکومت یا قانون بسپارند. مثلا افراد قبول می‌کنند که همه نمی‌توانند خودشان قانون‌گذاری یا مجازات کنند، پس به نهادی مثل دولت اختیار می‌دهند که این کارها را انجام دهد، به شرطی که آن نهاد هم از حقوق و منافع مردم دفاع کند. این قرارداد پایه‌ای برای شکل‌گیری حکومت‌هاست و بر این اساس، قدرت حکومت از رضایت مردم سرچشمه می‌گیرد، نه از زور یا سلطهٔ بی‌پایه.
در فلسفه سیاسی، قرارداد اجتماعی یا قرارداد سیاسی، نظریه یا مدلی است که ریشه در عصر روشنگری دارد و در پی یافتن پاسخ خاستگاه اجتماع و مشروعیت تسلط حکومت بر اشخاص است.
نظریهٔ قرارداد اجتماعی ناظر است بر تنظیم قراردادی میان افراد آزاد برای بنیاد نهادن اصول سیاسی، مدنی، یا اخلاقی در یک اجتماع. در این راستا، نظریهٔ قرارداد اجتماعی می‌کوشد با تکیه بر مفهوم توافق، به این اصول مشروعیت ببخشد. قرارداد به واسطهٔ این توافق مدعی نوعی اقتدار می‌گردد که از پیمان کسانی که متعهد شده‌اند به این قرارداد ملتزم بمانند نشات گرفته‌است. هابز، جان لاک و ژان-ژاک روسو نظریه‌هایی پیرامون قرارداد اجتماعی مطرح کردند، حال آنکه متفکرانی از قبیل هیوم، هگل و مارکس انتقادهایی به این دیدگاه بیان کردند.
قرارداد اجتماعی عبارت است از توافق قراردادی بین افراد جامعه که برای همه واجب است. این قرارداد، در حالت طبیعی به این صورت است که شخص در تمام امور و مقدرات خود، در مقابل اراده عام که مأمور اجرای تمام امور زندگی است متعهد می‌شود. روسو گوید: «انسان با قرارداد اجتماعی آزادی اجتماعی خود را به دست می‌آورد و آزادی طبیعی خود را از دست می‌دهد.»
نزد هربرت اسپنسر قرارداد عبارت است از صورت آرمانی و مثالی تمام روابط اجتماعی.